# Собор Вознесения Господня (Геленджик)
Свято-Вознесенский собор — православный храм в городе Геленджик Краснодарского края, второй кафедральный собор Новороссийской епархии Русской православной церкви. Памятник градостроительства и архитектуры начала XX века — объект культурного наследия России.

## История
Первый храм в Геленджикском укреплении, входившем в состав Черноморской укреплённой береговой линии, был построен усилиями гарнизона вскоре после основания укрепления в 1831 году. В 1839 году в укреплении был построен деревянный храм с небольшой колокольней. В марте 1854 года, во время Крымской войны, русские войска были вынуждены покинуть укрепление, все дома и церковь были сожжены.
После того, как в 1864 году в составе Шапсугского берегового батальона (полка) была основана станица Геленджикская, в центре поселения был возведён деревянный храм. Храм входил в 20-й благочинный округ Кавказской епархии, служил в нём один священник.
К началу XX века, после открытия движения по Новороссийско-Сухумскому шоссе, Геленджик становится популярным местом летнего отдыха интеллигенции и средней буржуазии, в 1900 году селе открывается первый санаторий, район Геленджика стал застраиваться частными дачами. В тот же период, на базе местного сырья французское акционерное общество «Портланд» построило цементный завод «Солнце». Для духовного окормления возросшего населения Геленджика стало недостаточно имеющейся деревянной церкви. В 1904 году на сельском сходе было принято решение вместо старого деревянного здания построить каменное здание церкви. После того, как было получено благословение епископа Сухумского и Черноморского Арсения, на строительство было выделено из общественных сумм 10000 рублей. Подрядчиком строительства стал владелец строительный конторы и земледелец Гречкин. Проект храма выполнил архитектор Васильев. Свято-Вознесенский храм строили с 1905 по 1909 год. Изнутри храм расписал художник Сарахтин. Руководил строительством протоиерей Иоанн Судницин, он стал и первым настоятелем в новом храме. 6 мая 1909 года, накануне престольного праздника Вознесения Господня, храм был освящён епископом Сухумским Дмитрием.
После Октябрьской революции богослужения в храме продолжались до середины 1930х годов, затем храм был закрыт. В августе 1931 года в Вознесенскую церковь был назначен прославленный ныне в лике новомучеников священник Дими́трий Легейдо. Здесь начался его путь мученичества: 21 апреля 1932 года священник был арестован по обвинению в антисоветской религиозной деятельности. Отец Дмитрий был приговорён к ссылке, затем отправлен в концлагерь где он скончался.
В 1945 году храм был возвращён верующим, однако, в 1950 году храм вновь закрыли. В 1953 году было принято решение о сносе храма, территория, на которой находился храм, была передана отделу народного образования под строительство средней школы на 400 мест. Школу построили без сноса храма, храм, оказавшийся на территории школы, использовался как склад старой мебели и школьного имущества.
В 1979 году здание церкви Вознесения было признано горисполкомом Геленджика памятником архитектуры местного значения и решением Краснодарского крайисполкома № 540 от 26 августа 1981 г. взято на учёт в качестве памятника архитектуры начала XX века.
В 1984 года здание передали историко-краеведческому музею, для размещения в нём археологической экспозиции. Тогда же храм был отреставрирован по проекту архитекторов О. Раенко и С. Малины.
В 1990 года местные власти передали храм православной общине. В 1993 году было совершено освящение храма архиепископом Краснодарским и Кубанским Высокопреосвященным Исидором в честь Благовещения Пресвятой Богородицы. Позже, после завершения восстановительных работ, было совершено освящение главного престола в честь Вознесения Господня. В настоящее время Свято-Вознесенский храм имеет главный престол, освящённый в честь Вознесения Господня и приставной престол — антиминс, освящённый в честь Благовещения Пресвятой Богородицы.

## Сегодняшний день
После образования в 2013 году Новороссийской епархии, Вознесенский собор получил статус кафедрального храма, настоятелем храма стал епископ Новороссийский и Геленджикский Феогност.
В 2018—2019 годах в соборе был выполнен капитальный ремонт, стены храма были заново расписаны мастерами иконописной мастерской «Палехская палитра» под руководством Ивана Муратова, в храме были установлены новые мраморные иконостасы.
В день памяти священномученика Дими́трия Легейдо, 23 марта, в Геленджике совершаются праздничные богослужения и традиционный общеепархиальный крестный ход, в котором принимают участие клир епархии, прихожане Свято-Вознесенского собора жители и гости города.
21 сентября 2019 года, в праздник Рождества Пресвятой Богородицы, Святейший Патриарх Московский и всея Руси Кирилл посетил Новороссийскую епархию и совершил Божественную Литургию в отреставрированном Свято-Вознесенском кафедральном соборе.
При Свято-вознесенском храме функционирует воскресная школа.

## Архитектура и внутреннее убранство храма
Храм имеет крестово-купольную конструкцию. В плане здание имеет конфигурацию вытянутого креста. Центральный кубический объём здания образуют четыре столба, на которые с помощью парусов опирается увенчанный куполом световой барабан. Купол собора перекрыт золочённой шлемовидной главой c православным восьмиконечным крестом. Световой барабан, венчающий центральную часть храма, прорезан 12 вытянутыми окнами и оформлен аркатурным поясом. В углах центрального объёма храма расположены четыре декоративных (глухих) барабана с золочёнными главками и крестами. Подпружные арки, которые опираются на наружные стены и центральные столпы, служат основанием для цилиндрических сводов апсиды и трёх притворов, крестообразно расходящихся от центрального объёма здания. Над западным притвором храма выстроена трёхъярусная колокольня с золочённой шлемовидной главой и крестом.
Стены храма выполнены из дикого камня и кирпича, уложенного на портландцементе цементного завода «Солнце» Франко-Русской компании, работавшего в Геленджике..

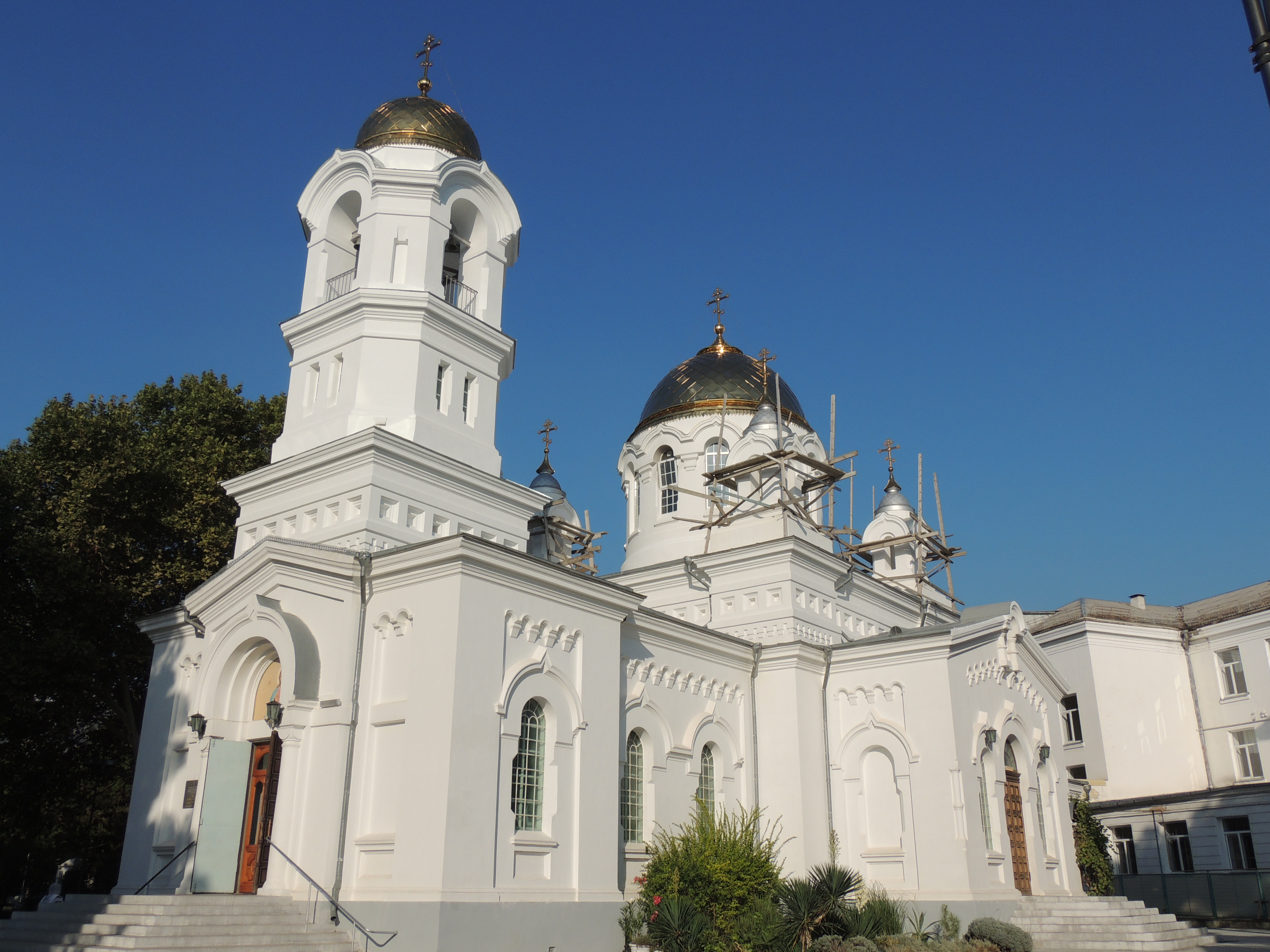
Установка золочёных главок, 2010 г.

В 2010 году, в арке на внешней стене апсиды храма выполнен мозаичный образ Спасителя, над западным входом — мозаичный образ Вознесения Господня, установлены позолоченные купола с православными крестами.
Роспись храма выполнена мастерами иконописной мастерской «Палехская палитра» под руководством Ивана Муратова
Роспись выполнена в традиционной православной иконографии. На плафоне купола — поясное изображение Христа Вседержителя, в верхней части фриза барабана расположены восемь медальонов с образами Архангелов, в нижней части фриза — фигуры патриархов и ветхозаветных пророков, в парусах — образы четырёх Апостолов Евангелистов. На столпах в центральной части храма парные изображения апостолов Петра и Павла, проповедовавших в причерноморских греческих колониях Кавказа апостолов Андрея Первозванного и Симона Канаита, равноапостольных Владимира и Ольги и Константина и Елены, преподобных Антония и Феодосия Печерских, Сергия и Никона Радонежских.
В конхе апсиды располагается образ Вознесения Господня. Запрестольный образ — Спас на престоле с предстоящими святителями Василием Великим и Иоанном Златоустом. Слева и справа от запрестольного образа, на стенах апсиды расположены образы святителей Григория Богослова, Григория Двоеслова, небесного покровителя правящего архиерея митрополита Киевского Феогноста и Игнатия Кавказского. На стене над жертвенником располагается образ Моления о чаше, на стенах ризницы нанесены образы Распятия и «Положение во Гроб».
В люнетах северного и южного приделов храма располагаются образы Рождества и Воскресения Христова. На сводах северного, южного и западного приделов — образы двунадесятых праздников: в южном Господских — Богоявления и Преображения Господня, в северном — богородичных Рождества Богородицы и Введения во храм, в западном приделе — Входа Господня в Иерусалим, Обрезания Господня и над хорами — Покрова и Успения Пресвятой Богородицы. На стенах северного и южного приделов располагаются образы мучеников: в северном приделе — святые великомученицы Вера, Надежда, Любовь и их мать София с великомученицами Екатериной и Варварой, в южном приделе — святые Царственные Страстотерпцы.
На западной стене, в западном притворе, располагаются изображения посвящённые истории Вознесенского храма: слева от двери — строительство деревянного храма в Геленджикском укреплении и справа от двери — освящение каменного храма. Злесь, справа от архиерея изображён прославленный в лике святых священномученик Димитрий пресвитер (иерей Легойдо Дмитрий Константинович), служивший в храме в 30х годах 20 в.
К престольному празднику 29 мая 2019 была завершена установка нового мраморного иконостаса в византийском стиле с прямоугольными порталами, и двумя боковыми киотами в которых установлены иконы преподобных Сергия Радонежского и Серафима Саровского. А в сентябре 2019 в храме был установлен новый мраморный престол и мраморные киоты. У столпов в центре храма располагаются киоты с иконами Вознесения и Преображения Господня. В южном притворе храма располагается киот с иконами святителей Николая Мирликийского, Спиридона Тримифунтского и Феогноста, в северном притворе — киот с образами великомучеников Георгия Победоносца, Димитрия и Целителя Пантелеимона. Четыре мраморных киота с иконами равноапостольных Кирилла и Мефодия, равноапостольного Николая Японского и святителя Иоанна Шанхайского, великомучениц Екатерины и Варвары, блаженных Ксении Петербургской и Матроны Московской располагаются в западном притворе.

храм Вознесения Господня
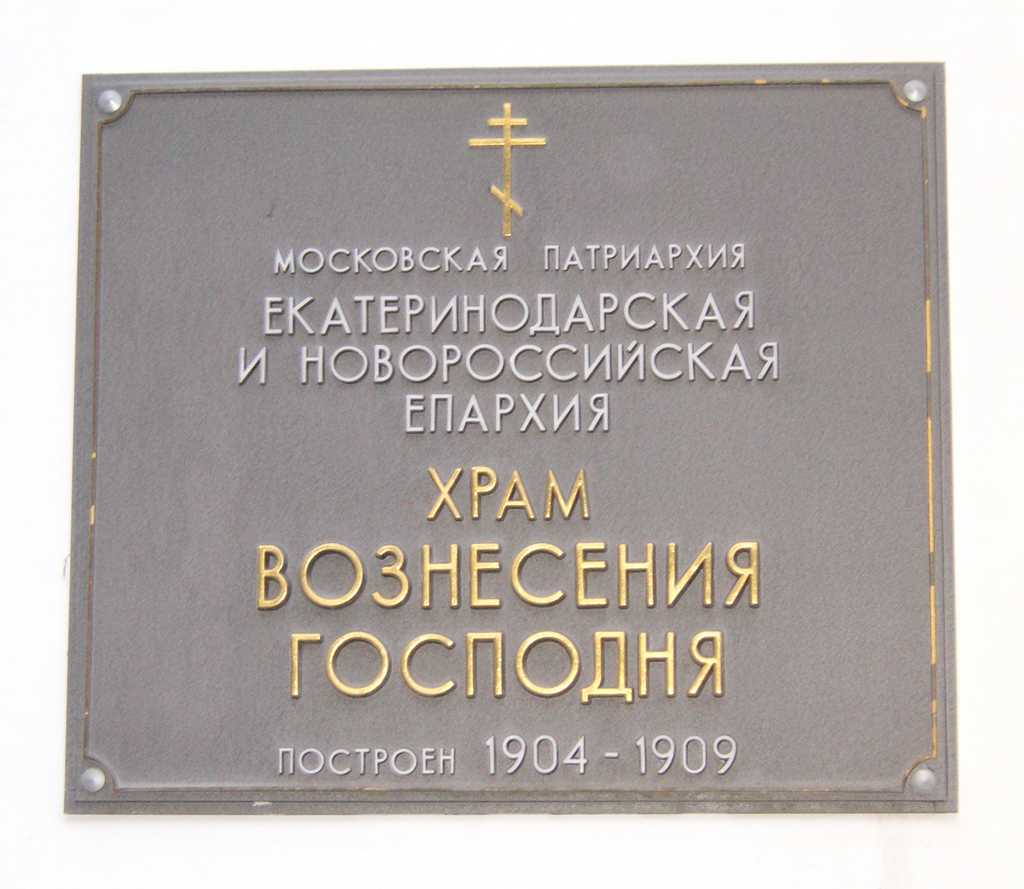
Табличка на здании храма Вознесения Господня.
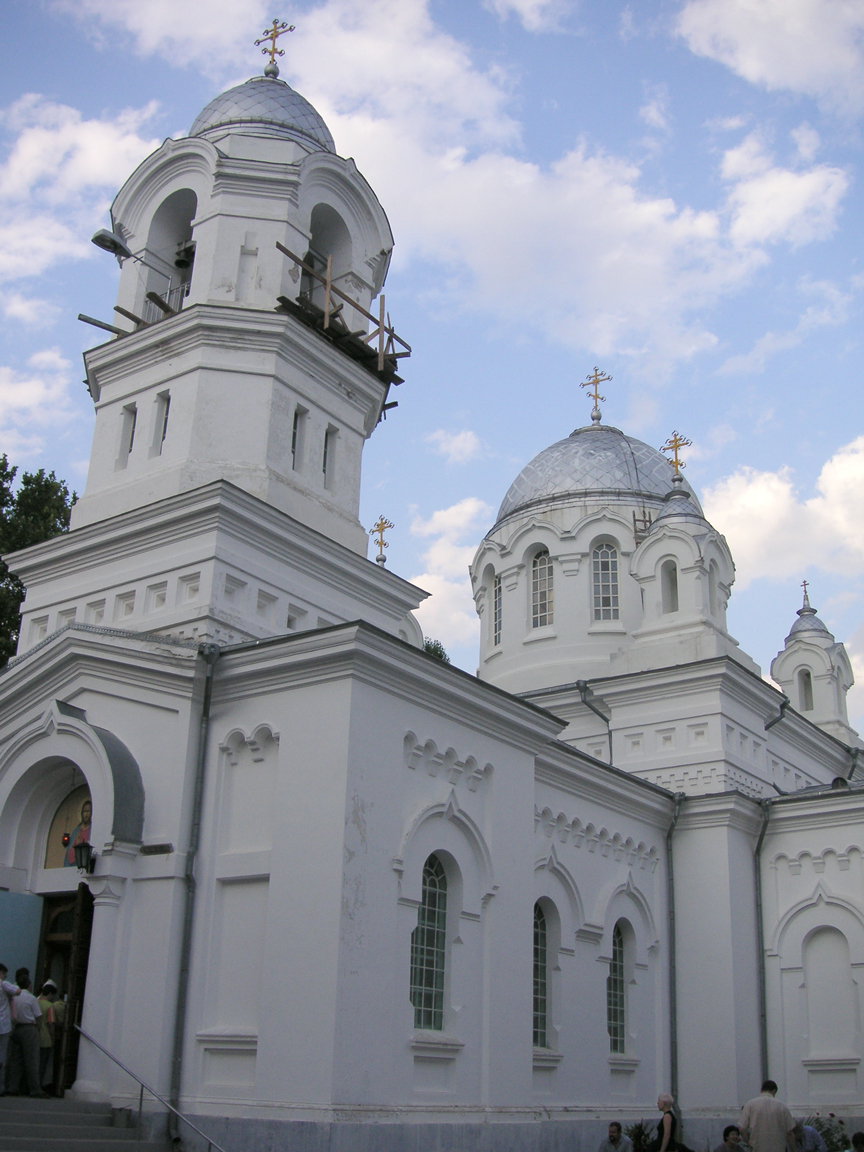
Общий вид храма Вознесения Господня.
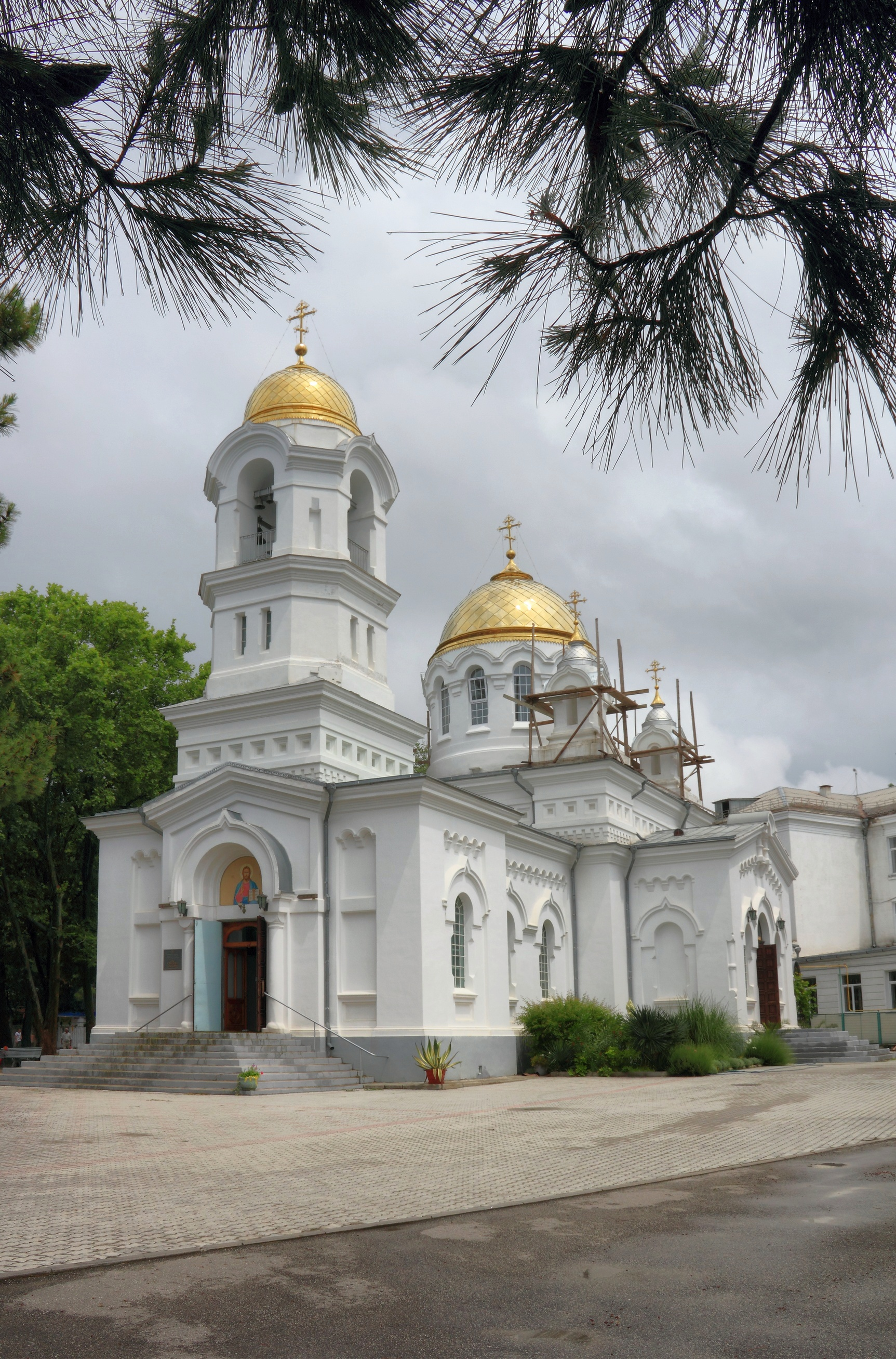
Храм Вознесения Господня.
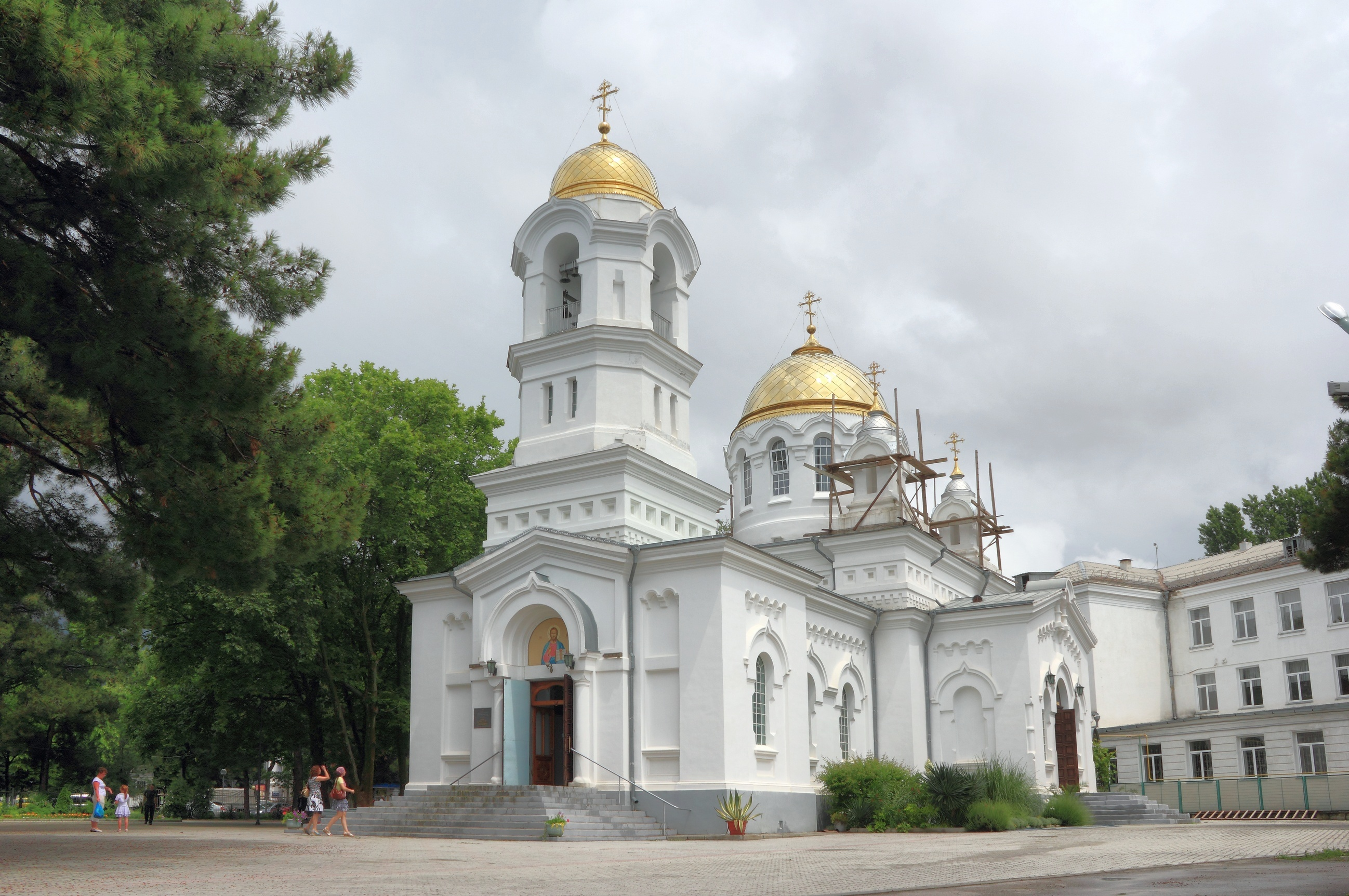
Храм Вознесения Господня.
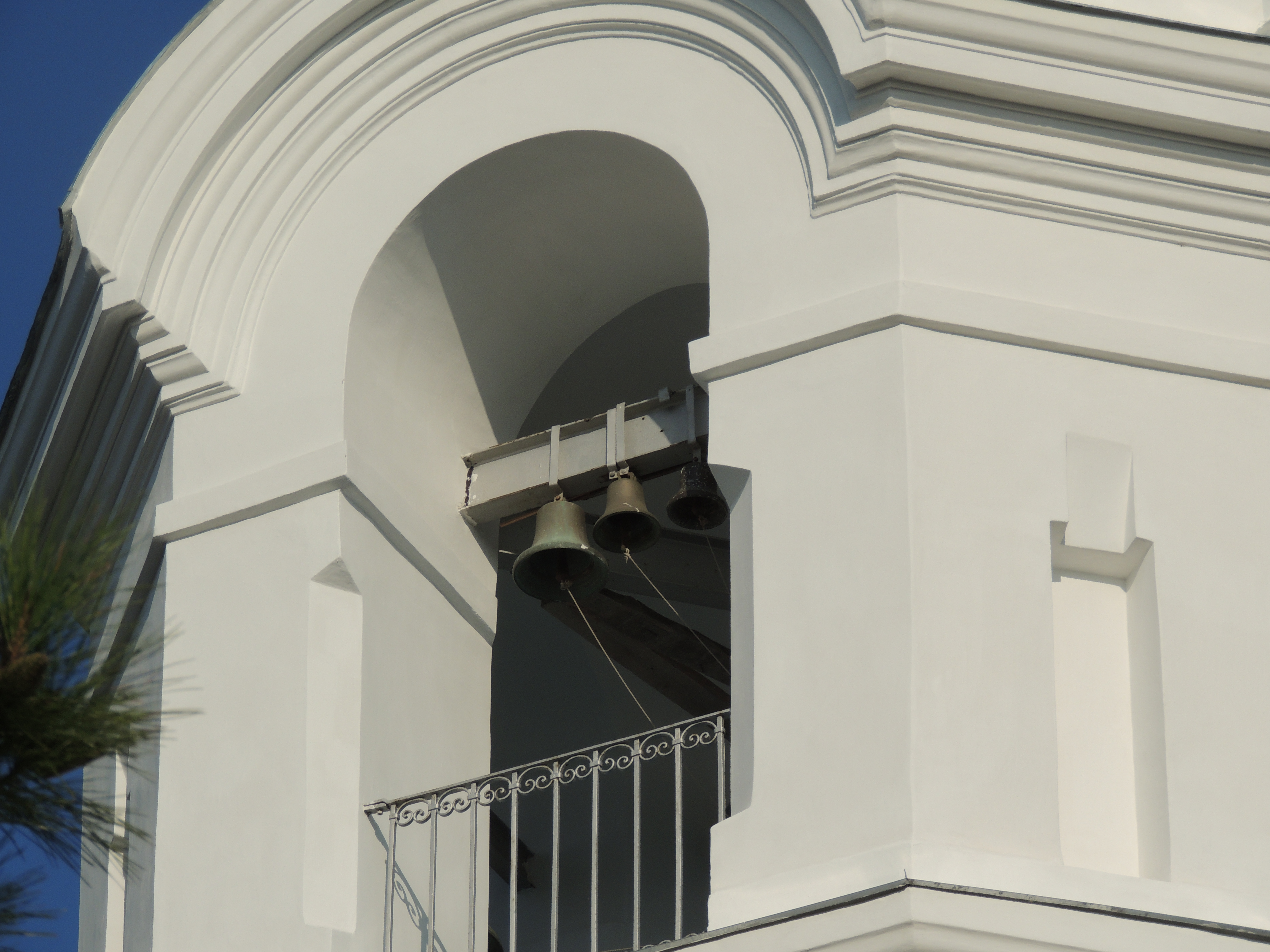
Храм Вознесения Господня. Колокольня
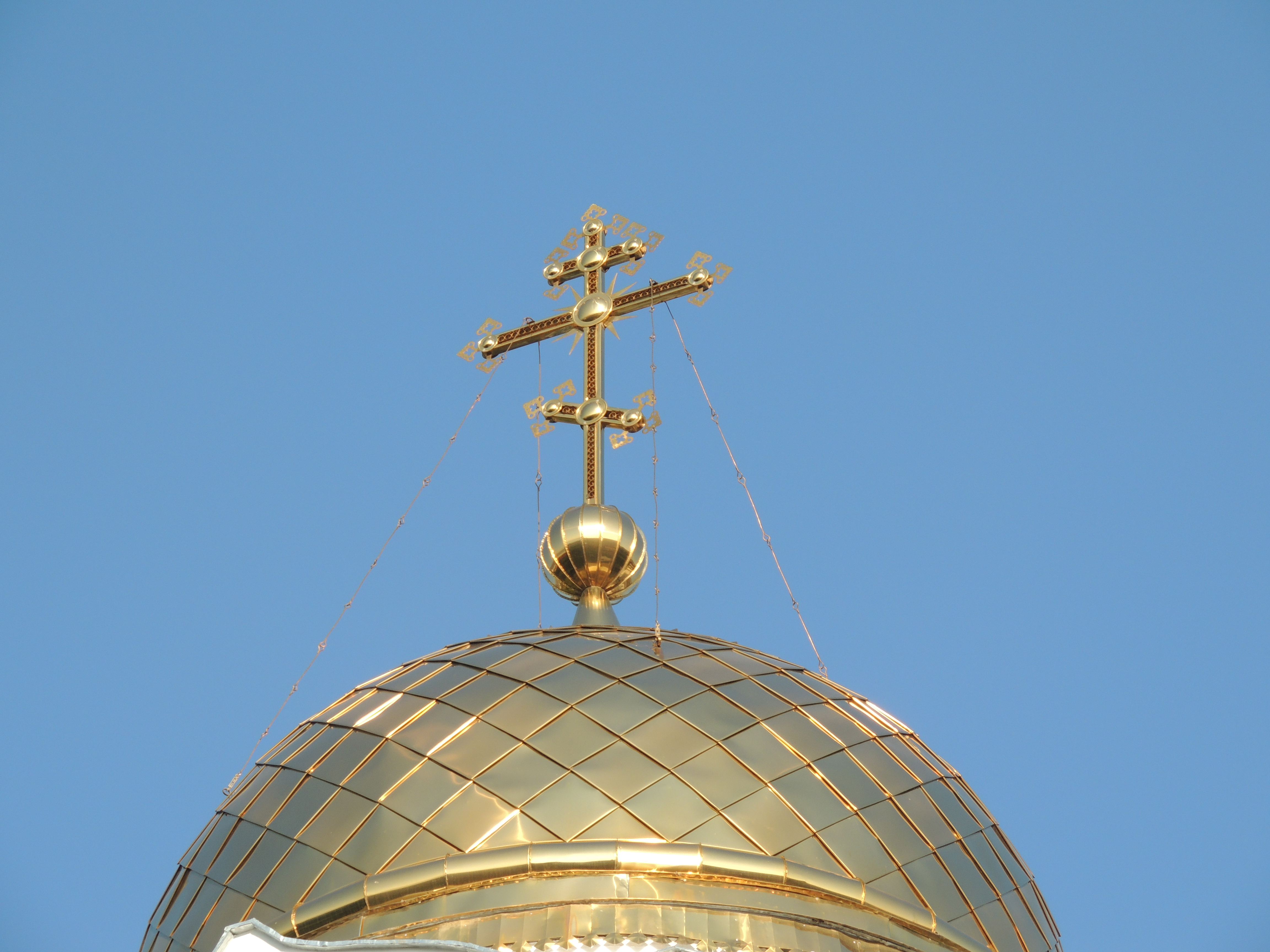
Храм Вознесения Господня. Крест на главном куполе